# Chadron (Nebraska)
Chadron é uma cidade localizada no estado americano de Nebraska, no Condado de Dawes.

## Demografia
Segundo o censo americano de 2000, a sua população era de 5634 habitantes.
Em 2006, foi estimada uma população de 5208, um decréscimo de 426 (-7.6%).

## Geografia
De acordo com o United States Census Bureau, a localidade tem uma área de 9,4 km², sem área coberta por água.

## Localidades na vizinhança
O diagrama seguinte representa as localidades num raio de 44 km ao redor de Chadron.